# ハイ!土曜日です
『ハイ!土曜日です』（ハイ どようびです）は、1966年12月3日から1982年3月27日までフジテレビ系列ほかで生放送された、関西テレビ制作の朝のワイドショー・トーク番組である。放送時間は、1980年3月までは毎週土曜 9:00 - 10:25、同年4月以降は8:30 - 9:55（JST）。
2024年現在放送中の『土曜はナニする!?』に至るまで50年以上にわたり続く関西テレビ制作の土曜午前帯のワイドショー番組における最初の番組である。

## 概要
元々、この時間帯はフジテレビ制作によりFNS系全国ネットで放送されていた帯番組『小川宏ショー』が月～土の週6日編成で放送されていたが、1966年11月に土曜日の放送を打ち切り、フジテレビの意向でその枠を準キー局の関西テレビに譲って本番組が開始された。ただし開始当初は『小川宏ショー』の土曜版という位置づけであり、テーマ曲もアレンジ曲が使われていた。また、初回の放送には小川宏もゲスト出演している。
プロデューサーは古吟勲一（こぎん　くんいち：放送期間中は関西テレビの制作部員）。『ウィークエンドモーニングショー』（毎日放送制作・NETテレビ（現・テレビ朝日）系列）に次ぐ2番目に誕生した在阪局制作のワイドショー番組である。
1982年春の改編で『小川宏ショー』が終了するため、本番組も3月27日をもって終了、15年4か月の放送に幕を閉じた。そして、『小川宏ショー』も4日後の31日で終了した。

### 出演者
放送開始当初は総合司会に漫才師で俳優の南都雄二、アシスタント役に元宝塚歌劇団男役トップスターの藤里美保（放送上の名義は本名の「松永園子」）と鈴木紘夫（当時関西テレビアナウンサー）を起用していた。後の南都の病気降板に伴い、1967年6月からは落語家の桂米朝がメイン司会を受け継ぎ、程なくしてSF作家の小松左京がレギュラー（コーナー司会）として参加。このほか、西洋史学者の会田雄次（京都大学名誉教授）と薬師寺住職の高田好胤、E・H・エリック、俵萌子、文化人類学者の石毛直道（国立民族学博物館名誉教授・元館長）が準レギュラーとして出演した。また、イーデス・ハンソン、藤本統紀子（藤本義一の妻）、古城都（本郷功次郎の妻）、芥川麻実子などが歴代のアシスタントを務めた。

### 主なコーナー
当初は硬派なトーク番組だったが、後にゲストを迎えてトークをする形式に変更された。
1976年頃まではオープニングで前述のテーマ曲をBGMにして体操を行い、放送当日の内容紹介を行っていた。そして最後には、フジネットワークのマークと「制作著作 関西テレビ」のテロップとネット局一覧を表示した。
1975年からは、番組アシスタントの桑原征平（当時関西テレビアナウンサー）が毎週日本各地または世界各国で体を張って危険なことに挑戦する「征平の挑戦！」のコーナーを放送。酒問屋からの中途採用（1969年8月入社）ゆえに局内で不遇を託っていた桑原の名を、一躍全国に知らしめた。
1980年11月からは、「とれとれ全国天気概況」のコーナーでは、当時関西テレビのお天気キャスター、日本気象協会の福井敏雄が気象衛星ひまわりからの画像を交えて気象情報を伝えていた。このコーナーは、後の番組にも引き継がれた。
他に、高田好胤がお経を読むコーナーもあった。

## ネット局
系列は当時の系列。
| 放送対象地域          | 放送局                       | 系列                                         | 備考 |
| --------------------- | ---------------------------- | -------------------------------------------- | --- |
| 近畿広域圏            | 関西テレビ                   | フジテレビ系列                               | 制作局 |
| 関東広域圏            | フジテレビ                   | フジテレビ系列                               | |
| 北海道                | 札幌テレビ                   | 日本テレビ系列 フジテレビ系列                | 1972年3月まで                                                                                                |
| 北海道                | 北海道文化放送               | フジテレビ系列                               | 1972年4月の開局時より                                                                                        |
| 岩手県                | 岩手放送                     | TBS系列                                      | 現：IBC岩手放送、1980年3月打ち切り                                                                           |
| 宮城県                | 仙台放送                     | フジテレビ系列                               | 1970年9月までは日本テレビ系列とのクロスネット局                                                              |
| 秋田県                | 秋田テレビ                   | フジテレビ系列 テレビ朝日系列                | 1969年10月の開局時から 1981年3月まではフジテレビ系単独加盟局                                                 |
| 山形県                | 山形テレビ                   | フジテレビ系列                               | 1970年4月の開局時から                                                                                        |
| 新潟県                | 新潟総合テレビ               | フジテレビ系列 日本テレビ系列 テレビ朝日系列 | 現：NST新潟総合テレビ、1968年12月の開局時から、1981年3月28日打ち切り                                         |
| 長野県                | 長野放送                     | フジテレビ系列                               | 1969年4月の開局時から                                                                                        |
| 静岡県                | テレビ静岡                   | フジテレビ系列                               | 1968年11月の開局時から                                                                                       |
| 富山県                | 富山テレビ                   | フジテレビ系列                               | 1969年4月の開局時から                                                                                        |
| 石川県                | 石川テレビ                   | フジテレビ系列                               | 1969年4月の開局時から                                                                                        |
| 福井県                | 福井テレビ                   | フジテレビ系列                               | 1969年10月の開局時から                                                                                       |
| 中京広域圏            | 東海テレビ                   | フジテレビ系列                               | |
| 島根県 →島根県 鳥取県 | テレビしまね→ 山陰中央テレビ | フジテレビ系列                               | 1970年4月の開局時から 当初の放送エリアは島根県のみ 1972年9月に鳥取県との相互乗り入れで鳥取県にもエリアを拡大 |
| 岡山県 →岡山県 香川県 | 岡山放送                     | フジテレビ系列                               | 1969年4月の開局時から 当初の放送エリアは岡山県のみ 1979年4月に香川県との相互乗り入れで香川県にもエリアを拡大 |
| 広島県                | 広島テレビ                   | 日本テレビ系列 フジテレビ系列                | 1975年9月まで放送                                                                                            |
| 広島県                | テレビ新広島                 | フジテレビ系列                               | 1975年10月の開局時から                                                                                       |
| 山口県                | テレビ山口                   | TBS系列 フジテレビ系列                       | 1970年4月の開局時から                                                                                        |
| 愛媛県                | 愛媛放送                     | フジテレビ系列                               | 現：テレビ愛媛、1969年12月の開局時から                                                                       |
| 福岡県                | テレビ西日本                 | フジテレビ系列                               | |
| 佐賀県                | サガテレビ                   | フジテレビ系列                               | 1969年4月の開局時から                                                                                        |
| 長崎県                | テレビ長崎                   | フジテレビ系列 日本テレビ系列                | 1969年4月の開局時から                                                                                        |
| 熊本県                | テレビ熊本                   | フジテレビ系列 日本テレビ系列 テレビ朝日系列 | 1969年4月の開局時から                                                                                        |
| 大分県                | テレビ大分                   | フジテレビ系列 日本テレビ系列 テレビ朝日系列 | 1970年4月の開局時から                                                                                        |
| 宮崎県                | テレビ宮崎                   | フジテレビ系列 日本テレビ系列 テレビ朝日系列 | 1970年4月の開局時から                                                                                        |
| 鹿児島県              | 鹿児島テレビ                 | フジテレビ系列 日本テレビ系列 テレビ朝日系列 | 1969年4月の開局時から                                                                                        |
| 沖縄県                | 沖縄テレビ                   | フジテレビ系列                               | 1970年10月から                                                                                               |

## エピソード
- 桑原のサブ司会（男性アシスタント）起用は、かねてから桑原の型破りなキャラクターに注目していた古吟の強い推薦による。当番組では、サブ司会とアシスタントが、本番中に別のスタジオから放送するCM（生CM）にも登場。桑原の先輩アナウンサーである鈴木がサブ司会を務めていた時期には、本番中に6本放送される生CMで、鈴木の穏やかな語り口が視聴者にもスポンサーにも好評を博していた。以上の事情から、番組中のCM全般を取り扱う在京の広告代理店が、鈴木に比べて知名度もアナウンス技術も低かった桑原の起用に難色を示した。そのため、桑原の出演開始当初は、鈴木が生CMのみ引き続き担当。半年後に桑原の生CM出演を広告代理店が了承したため、鈴木は当番組を完全に降板したうえで、『奥さまリビング』（当時平日の午前中に放送されていた主婦向けの情報番組）のメイン司会へ異動した。ちなみに古吟は、後に「征平の挑戦!」シリーズのディレクターとして、当番組や桑原の知名度向上へ大きく貢献。桑原は、『奥さまリビング』でも週に2日、サブ司会（鈴木のサポート役）を務めていた。
- 桂米朝の司会・桑原のサブ司会時代には、レギュラー・準レギュラー出演者が本番の前日（金曜日の夜）にホテルプラザ（関西テレビと同じ在阪民放局の朝日放送が当時の本社隣接地で経営に参画していたホテル）内のバー「マルコポーロ」に集まって、「打ち合わせ」という名目で酒を酌み交わしながら歓談に耽ることが恒例になっていた。当時のレギュラー・準レギュラー出演者には、「上方落語界の四天王」に数えられていた米朝に加えて、学界・言論界・仏教界の「泰斗」とされる人物（前述）が顔を揃えていた。そのため、桑原は番組の終了後に、「歓談で（レギュラー・準レギュラーの）先生方の話を聞くだけでも、毎週勉強になった」と述懐している。
- 1976年10月30日には、山形県酒田市出身のゲスト（氏名不詳）を関西テレビ本社のスタジオへ迎えての生放送を予定していた。しかし、前日に市内で酒田大火が発生したことを受けて、地元局・山形テレビからの現場中継を交えながら大火の模様を報じる特別編成に変更。当時サブ司会を務めていた桑原によれば、前述した人物の実家も大火の被害を受けたことから、この人物はスタジオへの出演を急遽見合わせた。この人物は、桑原に付き添われながら日本国有鉄道（当時）の大阪駅まで移動した後に、鉄路で酒田へ直行したという。
- 1981年4月には「征平の挑戦」のコーナーが特番化。ポートピア'81でロケを行い、『征平のポートピアに挑戦!』と題して放送された。
- 桑原が関西テレビを定年で退職する2004年5月15日に関西ローカルで放送された退職記念特別番組『さらば征平・最後の挑戦!』では、「征平の挑戦!」のVTRを活用した企画（「征平の挑戦　体当たりランキング」）が放送されたほか、当番組の出演者を代表して桂米朝がVTRでコメントを寄せた。この番組は後に、2004年の日本民間放送連盟賞テレビ番組エンターテインメント部門グランプリ（最優秀賞）を受賞している[4][5]。